# Baltimoretrupial
Baltimoretrupialen (latin: Icterus galbula) er en trupial, som er almindeligt forekommende over store dele af det østlige Nordamerika som trækfugl med ynglested her. Baggrunden for navnet er hannens fjerdragt, der ligner våbenskjoldet for lord Baltimore.
Baltimore Orioles, et hold i Major League Baseball fra Baltimore, har navn efter fuglen (engelsk: Baltimore oriole).